# Hylocharis
Genre
Hylocharis est un genre d'oiseaux-mouches (la famille des trochilidés) de la sous-famille des Trochilinae et de la tribu des Trochilini.

## Liste des espèces
D'après la classification de référence (version 14.1, 2024) du Congrès ornithologique international, ce genre est constitué des espèces suivantes (par ordre phylogénique) :
- Hylocharis sapphirina – Saphir à gorge rousse
- Hylocharis chrysura – Saphir à queue d'or